# Da Undaground Heat, Vol. 1
Albums de MC Lyte
The Very Best of MC Lyte
(2001) The Shit I Never Dropped
(2003)
Da Undaground Heat, Vol. 1 est le septième album studio de MC Lyte, sorti le 18 mars 2003.
L'album, qui est le premier opus indépendant de la rappeuse, s'est classé 95e au Top R&B/Hip-Hop Albums.

## Liste des titres
| No  | Titre                                                                              | Durée |
| --- | ---------------------------------------------------------------------------------- | ----- |
| 1.  | Intro (featuring Jamie Foxx)                                                       | 2:55  |
| 2.  | Ride Wit Me                                                                        | 3:34  |
| 3.  | What Ya'll Want                                                                    | 3:42  |
| 4.  | Phone Check 1 Interlude (featuring Biz Markie, Naughty by Nature et Queen Latifah) | 1:23  |
| 5.  | Fire                                                                               | 3:34  |
| 6.  | Bklyn (Live That)                                                                  | 3:38  |
| 7.  | Lyte Tha Emcee Pt. 2                                                               | 3:34  |
| 8.  | Phone Check 2 Interlude (featuring Janet Jackson et Milk Dee)                      | 0:55  |
| 9.  | Where Home Is (featuring Jamie Foxx)                                               | 4:11  |
| 10. | Phone Check 3 Interlude (featuring Spliff Star)                                    | 1:03  |
| 11. | U Got It                                                                           | 3:07  |
| 12. | God Said Lyte                                                                      | 3:26  |
| 13. | Phone Check 4 Interlude Outro (featuring Big Tigger et Jamie Foxx)                 | 2:43  |

| 14. | Ride Wit Me (Clean Edit)                           | 3:37 |
| 15. | U Can't Stop It (featuring Lee Majors et Hot Dyse) | 3:29 |
| 16. | Supastar                                           | 4:00 |
| 17. | God Said Lyte (A Cappella Version)                 | 3:21 |